# 第205回国会
第205回国会（だい205かいこっかい）とは、2021年（令和3年）10月4日に召集された臨時国会である。会期は同年10月14日までで、この日に衆議院が解散された。

## 概要
自由民主党の岸田文雄新総裁の就任及び菅義偉内閣の総辞職に伴い、召集日の10月4日に内閣総理大臣指名選挙が執り行われ、岸田が第100代首相に指名された。
第1次岸田内閣は会期末の同月14日に衆議院を解散。同日の臨時閣議で第49回衆議院議員総選挙の日程を19日公示、31日投開票とすることを決めた。

## 各党・会派の議席数
| 計465、2021年（令和3年）10月14日時点 - 自由民主党・無所属の会 - 276 - 立憲民主党・無所属 - 112 - 公明党 - 29 - 日本共産党 - 12 - 日本維新の会・無所属の会 - 11 - 国民民主党・無所属クラブ - 10 - 無所属 - 11 - 欠員 - 4 | 計245、2021年（令和3年）10月14日時点 - 自由民主党・国民の声 - 109 - 立憲民主・社民 - 45 - 公明党 - 28 - 日本維新の会- 15 - 国民民主党・新緑風会 - 15 - 日本共産党 - 13 - 沖縄の風 - 2 - れいわ新選組 - 2 - 碧水会 - 2 - みんなの党 - 2 - 各派に属しない議員 - 7 - 欠員 - 5 |

## 今国会の動き

### 召集前
- 6月28日 - 古い政党から国民を守る党が党名を嵐の党に変更。
- 7月18日 - 自由民主党の小此木八郎衆議院議員が横浜市長選挙出馬のため議員辞職。補欠選挙はなく、神奈川県第3区は次回の総選挙まで欠員となる。
- 7月21日 - 嵐の党が党名をNHKと裁判してる党弁護士法72条違反でに変更。
- 7月27日 - 立憲民主党の本多平直衆議院議員が離党。
- 7月28日 - 本多平直が議員辞職。
- 8月6日 - 日本維新の会の松沢成文参議院議員が離党。
- 8月8日 - 松沢成文が横浜市長選挙出馬のため失職。2021年10月と2022年4月の2回の補欠選挙の際は実施要件を満たしていなかったため、欠員分は2022年7月10日の第26回参議院議員通常選挙の際に合併選挙で補充される。
- 8月10日 -本多平直の議員辞職に伴い、衆議院比例北海道ブロックにて次点の山崎摩耶が繰り上げ当選。
- 8月16日 - 自由民主党の林芳正参議院議員が第49回衆議院議員総選挙出馬のため議員辞職。
- 9月3日 - 内閣総理大臣・自由民主党総裁の菅義偉が退陣を表明[6]。
- 9月17日
  - 2021年自由民主党総裁選挙が告示され、河野太郎、岸田文雄、高市早苗、野田聖子の4名が立候補[7]。
  - 内閣官房長官：加藤勝信が衆議院及び参議院の議院運営委員会に対して「臨時国会を10月4日に召集する」と伝達[8]。
  - 自由民主党の竹下亘衆議院議員が死去[9]。補欠選挙はなく、島根県第2区は次回の総選挙まで欠員となる。
- 9月21日
  - 定例閣議で「第205回国会を10月4日に召集する」ことを正式決定[10]。
  - 無所属の笠浩史衆議院議員が立憲民主党へ入党。
- 9月28日 - 無所属の石崎徹衆議院議員が第49回衆議院議員総選挙に他党から出馬のため議員辞職。
- 9月29日 - 自由民主党総裁選挙の投開票が行われ、岸田文雄を第27代総裁に選出[11]。
- 10月1日 - 希望の党が解党。

### 会期中
- 10月4日 - 召集。
  - この時点で、衆議院議員4人、参議院議員3人が欠員。
  - 菅義偉内閣が総辞職[2]。
  - 衆議院と参議院の本会議で内閣総理大臣指名選挙が行われ、岸田文雄を第100代首相に指名[3]。
  - 無所属の柿沢未途衆議院議員が立憲民主党会派を退会。
- 10月5日
  - 石崎徹の議員辞職に伴い、衆議院比例北陸信越ブロックにて小松裕が繰り上げ当選（本来は金子恵美が繰り上げ当選の対象であったが、金子が辞退し、自民党は金子を繰り上げ当選の対象から外した）。
  - 無所属の高井崇志衆議院議員がれいわ新選組に入党。
- 10月6日 - 高井崇志が国民民主党会派を退会。
- 10月7日 - 自由民主党の北村経夫参議院議員が参議院山口県選挙区補欠選挙出馬のため失職。
- 10月8日
  - 開会式。今上天皇がおことばを述べた[12]。
  - 衆議院[13]と参議院[14]の本会議で、岸田首相が所信表明演説。
  - 自由民主党の中西健治参議院議員が第49回衆議院議員総選挙出馬のため議員辞職。2022年4月の補欠選挙の対象とならないため、任期満了まで欠員のままとなった。
- 10月11日
  - 代表質問1日目
    - 衆議院本会議で、立憲民主党代表・枝野幸男、自由民主党幹事長・甘利明、立憲民主党副代表・辻元清美の順で質疑を行った[15]。
- 10月12日
  - 代表質問2日目
    - 午前中は参議院本会議で、立憲民主党幹事長・福山哲郎、自由民主党参議院幹事長・世耕弘成の順で質疑を行った[16]。
    - 午後は衆議院本会議で、公明党幹事長・石井啓一、日本共産党委員長・志位和夫、日本維新の会幹事長・馬場伸幸、国民民主党代表・玉木雄一郎の順で質疑を行った[17]。
- 10月13日
  - 代表質問最終日
    - 午前中は参議院本会議で、公明党代表・山口那津男、日本維新の会共同代表・片山虎之助の順で質疑を行った。
    - 午後は同じく参議院本会議で、国民民主党代表代行・大塚耕平、日本共産党中央委員会書記局長・小池晃、立憲民主党副代表兼参議院幹事長・森裕子、自由民主党・片山さつきの順で質疑を行った[18]。
- 10月14日 - 会期末。
  - 衆議院解散。